# Liste des lieux patrimoniaux de la région Stikine
Cet article recense les lieux patrimoniaux de la région Stikine inscrit au répertoire des lieux patrimoniaux du Canada, qu'ils soient de niveau provincial, fédéral ou municipal.

## Liste des lieux patrimoniaux
| [ 1 ] | Lieu patrimonial  | Illustration      | Municipalité | Adresse | Coordonnées      | No   | Constr. | Prot.       | Rec. | Notes |
| ----- | ----------------- | ----------------- | ------------ | ------- | ---------------- | ---- | ------- | ----------- | ---- | ----- |
| F     | Église St. Andrew | Église St. Andrew | Bennett Lake |         | 59.7692 -135.118 | 3653 | 1899    | ÉFP reconnu | 1990 | [ 3 ] |
| F     | Piste Chilkoot    | Piste Chilkoot    | Cassiar      |         | 59.7673 -135.11  | 9087 |         | LHN         | 1987 |       |